# Aeroporto de Colatina
O Aeroporto de Colatina (IATA:  ***  ICAO: SNCX) está localizado na zona rural do município de Colatina, situado no norte do estado do Espírito Santo. Localizado a cerca de 10km do centro da cidade, seu acesso se dá pela Rodovial Estadual ES-248.  
Suas coordenadas são: 19°29'15"S de latitude e 40°34'46"W de longitude. Possui uma pista asfaltada de 1.300m x 30m (cabeceiras 14/32). 
O aeroporto, atualmente, não opera nenhuma rota regular, apesar de atender a um próspero município, com muitas indústrias, principalmente no setor têxtil, e da forte agropecuária da região. 
Dista cerca de 130km da capital, Vitória e 68km de Linhares. 

## Planos de Reformas de Ampliação
Em 2013, a Secretaria de Aviação Civil, do Governo Federal, anunciou a destinação de R$ 200 milhões para investimento nos aeroportos de Linhares, São Mateus, Colatina e Cachoeiro de Itapemirim.
No ano seguinte, com o objetivo de aumentar a integração nacional, o Governo Federal instituiu, por meio da Medida Provisória nº 652/2014, o Plano de Desenvolvimento da Aviação Regional (PDAR), dirigido ao investimento em 270 aeroportos de pequeno e médio portes Brasil afora e ao estímulo da aviação regional.
No entanto, com a crise fiscal que atingiu o Governo Federal nos anos seguintes, o PDAR foi drasticamente reduzido. Se, inicialmente, era previsto o investimento em 270 aeroportos pelo Brasil, com os cortes feitos pelo Governo Federal, esse número foi reduzido para 53. No Espírito Santo, apenas o aeroporto de Linhares se manteve dentro do programa. 